# Philippino-Américains
Les Philippino-Américains sont les Américains originaires des Philippines. La communauté philippino-américaine (Fil-Am, en forme abrégée) est le second plus grand sous-groupe asio-Américain et le plus grand groupe d'Asie du Sud-Est des États-Unis. Les Philippino-Américains forment également la majorité de la diaspora philippine du pays.

## Démographie
Lors du recensement de 2010, il y a plus 2,5 millions de Philippino-Américains (plus 3,4 millions en y incluant les métis).
Selon le American Community Survey pour la période 2011-2015, environ 1 832 038 Philippino-Américains sont nés américains, tandis que 1 875 044 sont nés étrangers. De plus, 1 259 898 d'entre eux sont naturalisés, alors que 615 146 ne sont pas citoyens américains.

### Langues
Selon l'American Community Survey pour la période 2012-2016, 1 681 983 personnes âgées de plus 5 ans déclarent parler le tagalog à la maison, soit 0,56 % de la population totale des États-Unis.

### Religions
Selon le Pew Search Center, en 2012, 65 % des Philippino-Américains sont catholiques, 12 % sont protestants évangélistes, 9 % sont protestants conventionnels, 8 % sont sans religion, 1 % sont bouddhistes et 2 % appartiennent à une autre religion.

## Politique

### Sociologie électorale
| Candidat | Candidat    | 2012 | 2016 |
| -------- | ----------- | ---- | ---- |
|          | Démocrate   | 62 % | 65 % |
|          | Républicain | 37 % | 28 % |
|          | Autres      | 1 %  | 7 %  |

Du fait de la dispersion géographique de la population philippino-américaine, il est quasiment impossible pour un candidat philippino-américain à une élection de gagner sur la seule base du vote ethnique.

### Représentation

#### Congrès

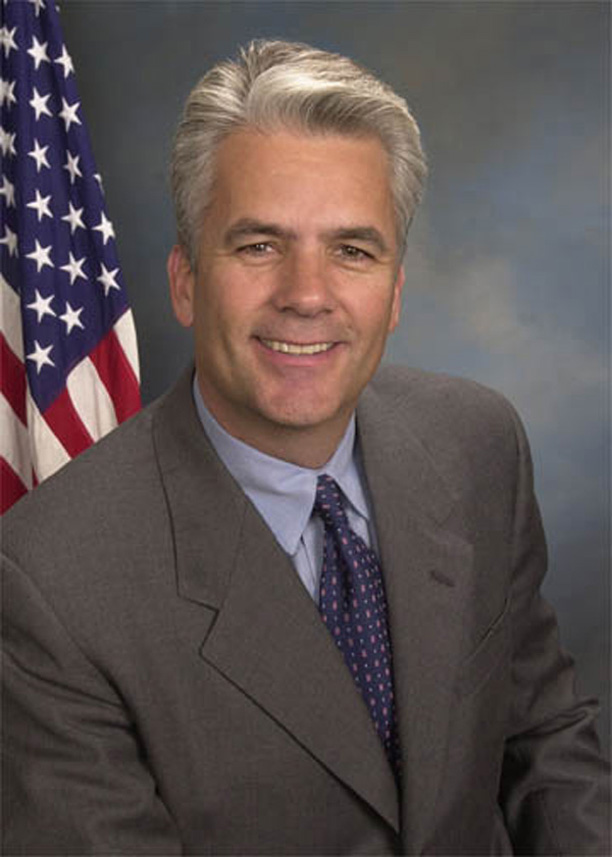
John Ensign, représentant de 1999 à 1995 et sénateur de 2001 à 2011 pour le Nevada[8].
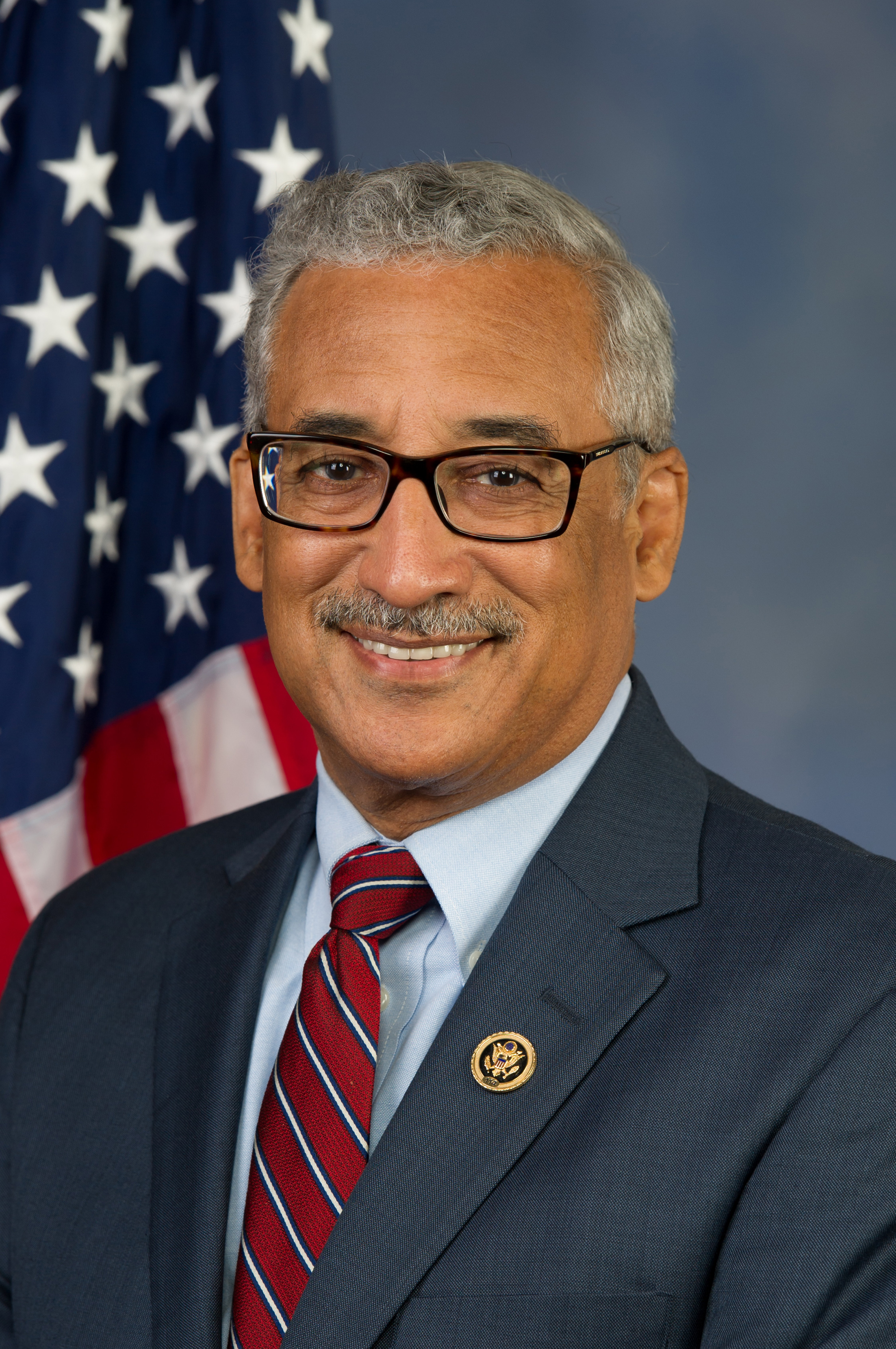
Bobby Scott, premier Philippino-Américain élu au Congrès (représentant depuis 1993 pour la Virginie)[9].
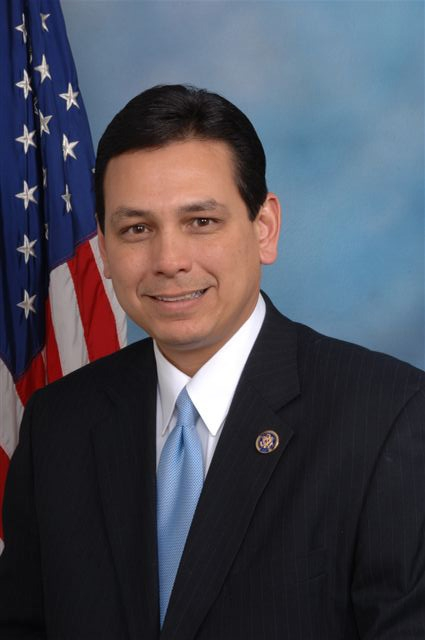
Steve Austria, représentant de 2009 à 2013 pour l'Ohio[10].

#### Gouverneurs d'État

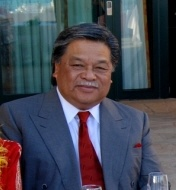
Ben Cayetano, premier Philippino-Américain à être gouverneur (Hawaï, 1994-2002).